# بيتر كوليكوفر
بيتر كوليكوفر (بالإنجليزية: Peter Culicover)‏ لغوي أمريكي. أستاذ اللسانيات بجامعة ولاية أوهايو. يعمل في مجالات نظرية التركيب (خاصة في تركيب اللغة الإنجليزية)، قابلية تعلم اللغة والنمذجة الحاسوبية لاكتساب اللغة وتغيير اللغة. التحق بمعهد ماساتشوستس للتكنولوجيا وعمل تحت إشراف مستشاره، نعوم تشومسكي. فاز كوليكوفر بجائزة هومبولت (Humboldt Prize) وجائزة الباحث المتميز من جامعة ولاية أوهايو.